# L級潜水艦 (イギリス海軍)
L級潜水艦 (L class submarine) は、イギリス海軍の航洋型潜水艦。1917年以降に34隻が製造された。

## 概要
イギリス海軍のE級潜水艦は全体的に満足のいく性能を発揮したが、第一次世界大戦での戦闘経験を通じて更なる改良型潜水艦が建造された。これがL級潜水艦である。L級潜水艦以前の潜水艦は水上速力の遅さが失望を招いたが、本クラスはおおむね17kt(31km/h)を出すことができた。L級潜水艦には3つのタイプがあった。第1グループはL1～L8の8隻で、457mm魚雷発射管を艦首に4基と船体中央部に2基、装備していた。第2グループのL9～L33(欠番あり)の19隻は船体の全長を2.3m延長し、533mm魚雷発射管4基を艦首に、433mm魚雷発射管2基を船体中央に装備した。このうち6隻は後に船体中央の魚雷発射管を機雷敷設筒に換装した。第3グループのL52～L71(欠番あり)の7隻は533mm魚雷発射管6基をすべて艦首に集中装備し、また102mm砲2門が搭載された。発注された34隻の大半は大戦後に就役したため、戦争に参加する機会は得られず、ほとんどがスクラップにされた。第一次世界大戦中にL10が戦没し、1919~1920年のバルト海作戦中には、L55がソ連対潜駆逐艦によって撃沈された。第二次世界大戦まで稼動していたのは3隻だけであり、これらは訓練艦として使用された。